# Palazzo Varano Dotti
Palazzo Varano Dotti è un palazzo storico di origine rinascimentale che si trova a Ferrara in via Montebello.

## Storia
La costruzione del palazzo risale al XVI secolo e fu edificato per la famiglia Cortili. In seguito la sua proprietà passò ai Villafuora (o Villafuori) e poi alla famiglia Dotti. Tra i proprietari vi furono anche gli Arlotti e i Da Varano. In questo palazzo infatti visse anche il poeta ferrarese Alfonso Varano che vi morì nel 1788. Del Varano si ricordano in particolare le dodici Visioni sacre e morali in terzine dantesche. Gli interni vennero affrescati, ad esempio il grande salone, da artisti della scuola di Francesco Migliari

## Descrizione

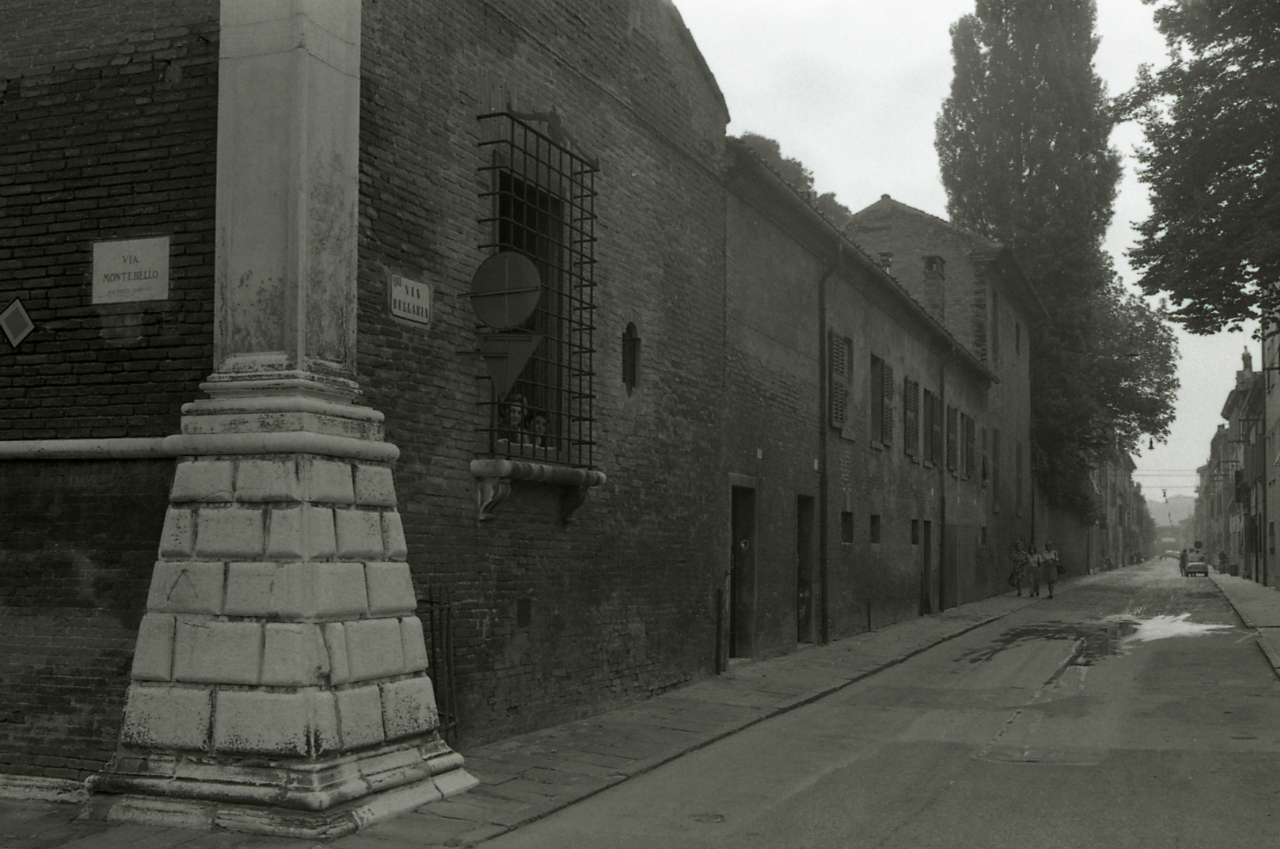
Palazzo Varano Dotti all'angolo tra via Montebello e via Bellaria a Ferrara, servizio fotografico di Paolo Monti

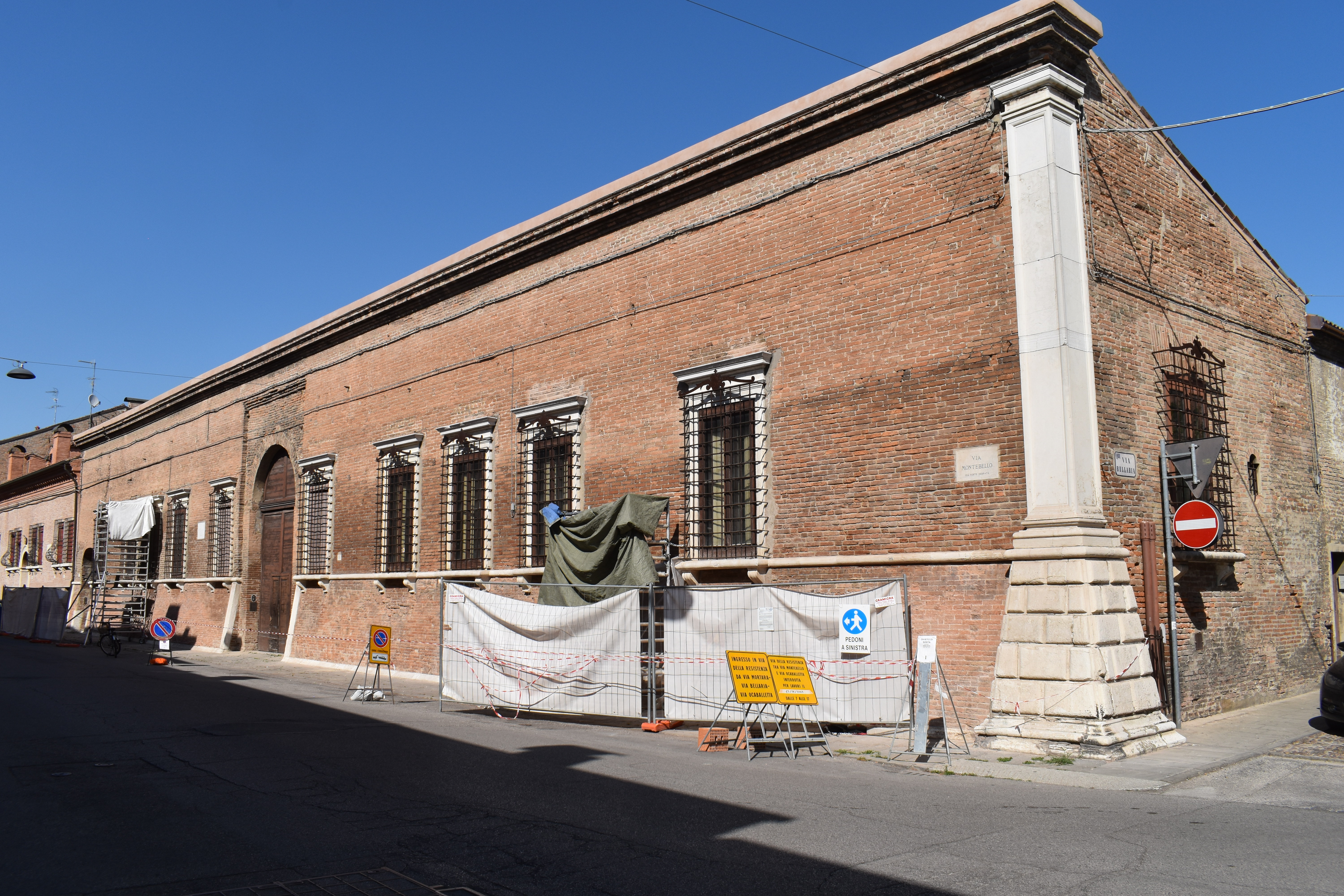
Palazzo Varano Dotti interessato da lavori esterni nel 2019

Il palazzo si trova a Ferrara in via Montebello al numero 18. Venne costruito nella zona cittadina che ampliò la città dopo l'Addizione Erculea. 
L'edificio storico è formato da un corpo di fabbrica rettangolare posto al centro con due ali laterali tra loro simmetriche. La facciata che si trova in via Montebello è caratterizzata da un portale monumentale che si alza per tutta la sua altezza con arco a tutto sesto in tipico cotto ferrarese. Le finestre hanno la cornice leggermente sporgente in pietra bianca e la conclusione superiore è costituita da un cornicione a fasce. L'angolo del palazzo con via Bellaria mostra un pilastro in marmo bianco con parte sporgente in bugnato. Dal portale principale su via Montebello si accede, attraverso un volto, al cortile interno su cui si trova la facciata secondaria. Entrando dal portone si arriva alla grande sala centrale, coperta da soffitto in legno a cassettoni con decorazioni policrome. Le sale e i saloni sulla destra mostrano soffitti riccamente affrescati e decorazioni a stucco. Dall'ingresso si accede anche al piano rialzato, che è unico. Gli aspetti di maggior interesse artistico sono il salone con affreschi di ispirazione mitologica attribuiti alla scuola di Francesco Migliari e la particolare stanza da letto che ha forma ottagonale Arrivando al cortile racchiuso da mura si accede anche al piccolo parco. Come in molti altri spazi all'aperto, privati e murati, di palazzi rinascimentali a Ferrara il cortile richiama forme geometriche inquiete ed è un esempio di architettura rinascimentale metafisica ferrarese.